# オオノ開発
オオノ開發株式会社（オオノかいはつ）は、愛媛県松山市北梅本町に本社を置く企業。主要事業である産業廃棄物処理の他、温泉・ホテルやモータースポーツ活動なども手がける。

## 事業所
- 本社 - 愛媛県松山市北梅本町甲184番地
- 東京支店 - 東京都千代田区丸の内東京都千代田区丸の内1丁目6番1号 丸の内センタービルディング4F
- 名古屋支店 - 愛知県名古屋市中村区名駅4丁目6番17号 名古屋ビルディング13F 1301
- 大阪支店 - 大阪府大阪市中央区南本町3丁目6-6　船場エコービル2F
- 九州支店 - 福岡市博多区店屋町8番17号 いちご博多明治通りビル3F 303
- 水泥事務所 - 愛媛県松山市水泥町1282番地1
- 東予営業所 - 愛媛県新居浜市船木甲2203番地4
- 太山寺事務所 - 愛媛県松山市太山寺町1574番地1
- POPs対策事業部 - 愛媛県松山市北梅本町甲184番地
- フレップとうおん（東温事業所） - 愛媛県東温市河之内乙825番地3
- フレップ知多（知多事業所） - 愛知県知多市北浜町11番地1
- オオノ･ラボ（環境科学研究センター） - 愛媛県東温市河之内乙858番地2
- 培土事業所 - 愛媛県西条市楠甲846番地1
- 今治事務所 - 愛媛県今治市天保山町6丁目7番地2
- 大洲残土処理場 - 愛媛県大洲市高山字ベッソウ甲1038
- たかのこのホテル - 愛媛県松山市鷹子町737番地2
- たかのこの湯(鷹の子温泉) - 愛媛県松山市鷹子町736番地4
- 媛彦温泉 - 愛媛県松山市畑寺3丁目4番5号
- マテラの森 - 愛媛県松山市水泥町1263番地1

## 沿革
- 1966年8月 - 大野照旺によって創業。
- 1973年11月 - 「大野開発株式会社」に改組。
- 1975年3月 - 建設業許可。
- 1980年
  - 2月 - 「オオノ開發株式会社」に商号変更。
  - 5月 - 産業廃棄物処理業許可。
- 1982年11月 - 安定型埋立処分場開始。
- 1985年2月 - 管理型埋立処分場開始。
- 1986年2月 - 一般廃棄物処理業許可。
- 1993年7月 - 特別管理産業廃棄物処理業許可。
- 2009年10月 - 環境科学研究センター（オオノ･ラボ）を設立。
- 2011年7月 - 汚染土壌処理業許可（県内第1号）。
- 2012年5月 - 東京支店開設。
- 2015年7月 - 大阪支店開設。
- 2016年7月 - 大型800tクレーンLTM1800NX納入稼働（西日本初の大型クレーン導入[1]）。
- 2016年8月 - 大野剛嗣取締役が代表取締役社長に就任。創業者の大野照旺は会長となる。
- 2019年7月 - 福岡営業所開設。
- 2020年
  - 4月 - リチウムイオンバッテリー処理開始。
  - 9月 - 九州支店開設。
- 2021年
  - 6月 - 名古屋支店開設。
  - 11月 - 知多事業所開設。
- 2022年3月 - 代表の大野剛嗣が50歳で急逝。創業者の大野照旺が代表取締役社長に復帰。
- 2024年11月25日 - 日本郵船と共同で船舶の解体、リサイクルの事業化に着手することを発表[2]。

## モータースポーツ活動
若者に車を好きになってもらいたい・夢を持って欲しいという想いから、同社を母体とするレーシングチーム「Max Racing」を設立し、スーパー耐久で戦った後、2020年からSUPER GTのGT300クラスに参戦した。2021年にGT300でトヨタ・GRスープラを運用し、初優勝を挙げている。また代表の大野剛嗣も「GO MAX」という登録名でアマチュアドライバーとしてワンメイクレースなどで活動していた。
「若者は損して得取れ」という意味で"浪費癖"という大きなステッカーを貼ったり、スポンサーのポンジュース（えひめ飲料）のステッカーを誤って逆さに貼ったレースで勝利して以降、験担ぎで逆さに貼るなど、ステッカーにまつわるエピソードの多いチームでもある。
スポンサー活動にも積極的であり、2020年のSUPER GTでは富士スピードウェイ戦のラウンドパートナーとなり『たかのこのホテル Fuji GT 300km RACE』として開催された。2021年のSUPER GT・岡山国際サーキット戦でも『たかのこのホテル OKAYAMA GT 300km RACE』として大会に協賛している。
2023年8月6日のSUPER GT第4戦決勝レースで火災が発生。8月23日、修復を断念して廃車とし、チームもシリーズ途中ながら撤退。2024年シーズンも参戦しない。2025年1月1日、再始動を発表。GTワールドチャレンジ・アジア(ジャパン・カップ)に参戦、メルセデスAMG・GT3 Evoを使用する。

### SUPER GT
| 年     | エントラント名 | 使用車両              | ドライバー                               | クラス | 1      | 2      | 3      | 4       | 5       | 6       | 7      | 8      | 順位 | ポイント |
| ------ | -------------- | --------------------- | ---------------------------------------- | ------ | ------ | ------ | ------ | ------- | ------- | ------- | ------ | ------ | ---- | -------- |
| 2020年 | Max Racing     | レクサス・RC F GT3    | 久保凜太郎(Rd.1-7) 三宅淳詞 堤優威(Rd.8) | GT300  | FSW 16 | FSW 13 | SUZ 20 | TRM 26  | FSW 19  | SUZ DNR | TRM 15 | FSW 24 | NC   | 0        |
| 2021年 | Max Racing     | トヨタ・GRスープラ GT | 三宅淳詞 堤優威                          | GT300  | OKA 5  | FSW 11 | SUZ 1  | TRM 5   | SUG 9   | AUT 17  | TRM 7  | FSW 7  | 5位  | 44       |
| 2022年 | Max Racing     | トヨタ・GRスープラ GT | 佐藤公哉 三宅淳詞                        | GT300  | OKA WD | FSW 19 | SUZ 22 | FSW DNS | SUZ Ret | SUG 14  | AUT 10 | TRM 17 | 35位 | 1        |
| 2023年 | Max Racing     | トヨタ・GRスープラ GT | 佐藤公哉 三宅淳詞                        | GT300  | OKA 3  | FSW 16 | SUZ 16 | FSW Ret | SUZ     | SUG     | AUT    | TRM    | 19位 | 11       |

## グループ会社
- 四國生コン株式会社（生コンクリート製造・販売）
- 株式会社千照運輸（産業廃棄物収集運搬・汚染土壌等収集運搬・重機車輌運搬など）
- 株式会社トーヨー砕石（コンクリート用骨材・道路用路盤材・ほ場整備用盛土材他の製造・販売）
- 株式会社日景生コン（生コンクリート製造・販売）
- 株式会社マテラ（化粧品・健康食品の販売、機能繊維・化粧品原料・飼料添加剤・工業原料の製造・販売）